# Paratropus
Paratropus är ett släkte av skalbaggar. Paratropus ingår i familjen stumpbaggar.

## Dottertaxa tillParatropus, i alfabetisk ordning[1]
- Paratropus achanti
- Paratropus altilis
- Paratropus angulifrons
- Paratropus anthracinus
- Paratropus arriagadai
- Paratropus assmuthi
- Paratropus bakxi
- Paratropus baloghi
- Paratropus basquinianus
- Paratropus boleti
- Paratropus caswelli
- Paratropus cavatus
- Paratropus cavifrons
- Paratropus chelonitis
- Paratropus congonis
- Paratropus connectens
- Paratropus decipiens
- Paratropus degallieri
- Paratropus effertus
- Paratropus elongatus
- Paratropus endroedyi
- Paratropus erberlingi
- Paratropus femoralis
- Paratropus fungorum
- Paratropus girardi
- Paratropus gomyi
- Paratropus hervei
- Paratropus himalayicus
- Paratropus kapleri
- Paratropus keukelaari
- Paratropus khandalensis
- Paratropus kovariki
- Paratropus kryzhanovskii
- Paratropus lacustris
- Paratropus lamotteorum
- Paratropus legionarius
- Paratropus lepagei
- Paratropus longespinulatus
- Paratropus longulus
- Paratropus lujai
- Paratropus maynei
- Paratropus mazuri
- Paratropus meridianus
- Paratropus namibiensis
- Paratropus nigrellus
- Paratropus nimbaensis
- Paratropus oculofoveatus
- Paratropus oharai
- Paratropus olexai
- Paratropus opacipygus
- Paratropus orbicularis
- Paratropus orientis
- Paratropus ovides
- Paratropus parallelinervis
- Paratropus penatii
- Paratropus perlinskii
- Paratropus perreconditus
- Paratropus persimilis
- Paratropus pescheli
- Paratropus picinus
- Paratropus planiceps
- Paratropus politus
- Paratropus roggemani
- Paratropus saegerianus
- Paratropus salgadoi
- Paratropus sternalis
- Paratropus strigatus
- Paratropus strigosus
- Paratropus tenuis
- Paratropus termitophilus
- Paratropus testudo
- Paratropus teunisseni
- Paratropus therondi
- Paratropus therondianus
- Paratropus tishechkini
- Paratropus transvalensis
- Paratropus tuberculisternum
- Paratropus vallenduuki
- Paratropus walteri
- Paratropus wenzeli
- Paratropus verityi
- Paratropus verschureni
- Paratropus wibbechienae
- Paratropus viennai
- Paratropus yelamosi
- Paratropus zicsii